# King Kong 2: Yomigaeru Densetsu
King Kong 2: Yomigaeru Densetsu (キングコング2 甦る伝説?, Kingu Kongu Tsū: Yomigaeru Densetsu), letteralmente King Kong 2: Leggenda rianimata, è un videogioco di ruolo sviluppato e pubblicato da Konami per MSX2 nel 1986. È basato sul film dello stesso anno King Kong 2, ed è uscito solo in Giappone.
Esiste un altro gioco basato sul film, King Kong 2: Ikari no Megaton Punch della Famicom, ma mentre quest'ultimo prevede l'utilizzo di King Kong in un formato più orientato all'azione, Yomigaeru Densetsu prevede lo stile del gioco di ruolo simile a quello della serie The Legend of Zelda della Nintendo. Nel gioco si utilizza Mitchell in viaggio nel Borneo alla ricerca di Lady Kong, in modo da poter fare una trasfusione del suo sangue a King Kong per riportarlo in vita (nel film si era invece imbattuto casualmente in lei durante una battuta di caccia).
Lo studio coreano Zemina ha distribuito non ufficialmente il gioco in inglese.